# Hemibystra gracilis
Hemibystra gracilis är en stekelart som först beskrevs av Gyöö Viktor Szépligeti 1908.  Hemibystra gracilis ingår i släktet Hemibystra och familjen brokparasitsteklar. Inga underarter finns listade i Catalogue of Life.